# Challenge Cup 2007-2008 (pallavolo maschile)
La Coppa CEV di pallavolo maschile 2007-2008 è stata la 28ª edizione del terzo torneo pallavolistico europeo per squadre di club; è iniziata con la fase di qualificazione il 29 settembre 2007, si è conclusa con la final-four di Rzeszów, il 23 marzo 2008. Al torneo hanno partecipato 62 squadre e la vittoria finale è andata per la quinta volta alla Pallavolo Modena.

## Squadre partecipanti
| - Aich/Dob - Amriswil* - Halkbank - Azerneft - Beauvais - Charlottenburg - Jedinstvo Bijelo Polje - VKP Bratislava - Zachodni Buh - Brno - Dinamo Bucarest* - Steaua Bucarest - Neftohimik - Orion - Dürener* - Teuta | - Lokomotiv-Izumrud - Anorthōsīs - Fenerbahçe - Gentofte - Chênois - Universidad Granada - Schuvoc Halen - Maccabi Hod HaSharon - GVC Homel' - Salonit Anhovo - Kecskeméti* - Lokomotyv Charkiv - Ribnica - Lamia - Losanna UC - Maribor* | - Modena - Metalurh-Bela - Novo Mesto - AZS Olsztyn* - Opava - Dionysos - Pafiakos - Piatra Neamț - Pielaveden Sampo* - Studentski centar - Stade Poitevin* - Oktomvri Prilep* - GO Volley* - Rīga - Nesselande* | - Santasport* - Asseco Resovia - Salon Piivolley - PAOK* - Sokol Wien - Rabotnički* - Levski Sofia - Numancia* - Stella Rossa - Audentese - Tampereen Isku - Ulster Jordanstown - Unterhaching - Varaždin - HAOK Mladost* |

- * Provenienti dalla Coppa CEV

## Primo turno

### Squadre qualificate
| - Halkbank - Steaua Bucarest - Neftohimik - VKP Bratislava - Anorthōsīs - GVC Homel' - Lokomotyv Charkiv | - Metalurh-Bela - Pafiakos - Rīga - Audentese - Tampereen Isku - Unterhaching - Varaždin |

## Secondo turno

### Squadre qualificate
| - Aich/Dob - Halkbank - Beauvais - Charlottenburg - Neftohimik - Lokomotiv-Izumrud - Schuvoc Halen - Losanna UC | - Modena - Metalurh-Bela - Pafiakos - Piatra Neamț - Asseco Resovia - Stella Rossa - Audentese - Tampereen Isku |

## Sedicesimi di finale

### Squadre qualificate
| - Aich/Dob - Halkbank - Beauvais - Charlottenburg - Neftohimik - Lokomotiv-Izumrud - Modena - AZS Olsztyn | - Piatra Neamț - Pielaveden Sampo - Stade Poitevin - Nesselande - Perungan Pojat - Asseco Resovia - Stella Rossa - Audentese |

## Ottavi di finale

### Squadre qualificate
| - Lokomotiv-Izumrud - Modena - AZS Olsztyn - Pielaveden Sampo - Stade Poitevin - Nesselande - Asseco Resovia - Audentese |

## Quarti di finale

### Squadre qualificate
| - Lokomotiv-Izumrud - Modena - Stade Poitevin - Asseco Resovia |

## Final-four
La final-four si è disputata a Rzeszów ( Polonia) e gli incontri si sono svolti all'Hala Podpromie. Le semifinali si sono disputate il 22 marzo, mentre la finale 3º/4º posto e la finalissima si sono giocate il 23 marzo.

### Finali 1º e 3º posto
|  | Semifinali        | Semifinali        | Semifinali        |                   |        | Finale             | Finale             | Finale             |  |
|  |                   |                   |                   |                   |        |                    |                    |                    |  |
|  | Modena            | Modena            | 3                 |                   |        |                    |                    |                    |  |
|  | Modena            | Modena            | 3                 |                   |        |                    |                    |                    |  |
|  | Asseco Resovia    | Asseco Resovia    | 2                 |                   |        |                    |                    |                    |  |
|  | Asseco Resovia    | Asseco Resovia    | 2                 |                   | Modena | Modena             | 3                  |                    |  |
|  |                   |                   |                   |                   | Modena | Modena             | 3                  |                    |  |
|  |                   |                   | Lokomotiv-Izumrud | Lokomotiv-Izumrud | 1      |                    |                    |                    |  |
|  | Lokomotiv-Izumrud | Lokomotiv-Izumrud | Lokomotiv-Izumrud | Lokomotiv-Izumrud | 1      | 3                  |                    |                    |  |
|  | Lokomotiv-Izumrud | Lokomotiv-Izumrud |                   |                   |        | 3                  |                    |                    |  |
|  | Stade Poitevin    | Stade Poitevin    | 0                 |                   |        | Finale 3º/4º posto | Finale 3º/4º posto | Finale 3º/4º posto |  |
|  | Stade Poitevin    | Stade Poitevin    | 0                 |                   |        |                    |                    |                    |  |
|  |                   |                   |                   |                   |        |                    |                    |                    |  |
|  |                   |                   |                   |                   |        | Asseco Resovia     | Asseco Resovia     | 0                  |  |
|  |                   |                   |                   |                   |        | Asseco Resovia     | Asseco Resovia     | 0                  |  |
|  |                   |                   |                   |                   |        | Stade Poitevin     | Stade Poitevin     | 3                  |  |